# 常光村
常光村（じょうこうむら）は、埼玉県北足立郡にあった村。現在の鴻巣市南東部にあたり、1954年（昭和29年）に鴻巣町へ編入され即日市制施行して鴻巣市となり消滅した。

## 地理
- 河川 - 元荒川

### 隣接していた自治体
（括弧内は現在の自治体）
- 北足立郡
  - 鴻巣町（鴻巣市）
  - 加納村（桶川市）
  - 北本宿村（北本市）
- 南埼玉郡
  - 菖蒲町（久喜市）

## 歴史
- 1889年（明治22年）4月1日 - 町村制施行に伴い、常光村（初代）・上谷村・下谷村・西中曽根村が合併し発足。
- 1954年（昭和29年）9月30日 - 鴻巣町へ編入され、即日市制施行して鴻巣市となる。同日常光村廃止。

## 関連文献
- 「上常光村 下常光村」『新編武蔵風土記稿』 巻ノ150足立郡ノ15、内務省地理局、1884年6月。NDLJP:763999/93。